# Нан (река)
Нан (на тайски: แม่น้ำน่าน) е река в северната част на Тайланд, лява съставяща на Менам-Чао Прая. Дължина – 390 km, площ на водосборния басейн – 57 947 km². Река Нан води началото си на 1075 m н.в., от западните склонове на граничния хребет Дайлаунг, в близост до границата с Лаос. В горното си течение протича през платото Фипаннан и е типична планинска река с бързеи и прагове, като тече в дълбока и залесена долина. В района на град Уттарадит излиза от планините и до устието си тече в южна посока през северната част на Менамската низина. В град Након Саван, на 25 m н.в. се съединява с идващата отдясно река Пинг и двете заедно дават началото на пълноводната река Менам-Чао Прая. Основни притоци: леви – Ва, Пат, Пхак, Тхайо; десни – Йом. Подхранването ѝ е предимно дъждовно и има ясно изразен мусонен характер с лятно пълноводие. Среден годишен отток 472 m³/s, максимален 1522 m³/s. Долината ѝ е гъсто населена, като най-големите селища са градовете Нан, Уттарадит, Пхитсанулок, Пхичит, Мунак, Чумсенг и Након Саван в устието..